# Gustav Storm

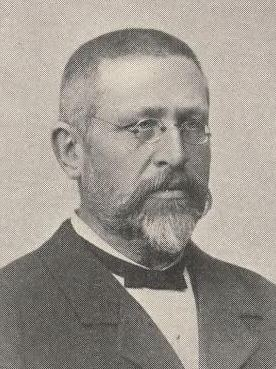
Gustav Storm

Gustav Storm (* 18. Juni 1845 in Rendalen, Norwegen; † 23. Februar 1903 in Bygdøy) war ein norwegischer Historiker, Schriftsteller und Professor an der Universität Oslo.

## Leben
Storm wurde als Sohn von Ole John Storm und Hanna Jørgine Mathilde Breda in Rendalen und als Bruder von Johan Storm geboren. Die Familie zog anschließend nach Lardal, weil Storms Vater dort Statthalter war. Als Storm fünf Jahre alt war, starb sein Vater und die Familie zog nach Oslo.
Im Jahre 1862 beendete er seine Schule und studierte anschließend Philologie an der Universität in Oslo. Diese schloss er im Jahre 1868 mit der Bezeichnung „Cand. philol“ ab. Dann arbeitete er einige Jahre als Lehrer in den Gebieten Philologie und Geschichte.

## Werke
- 1869: Om den gamle norrøne literatur
- 1873: Snorre Sturlassons historieskrivning
- 1874: Sagnkretsene om Karl den Store og Didrik af Bern hos de nordiske folk
- 1876: Kritiske bidrag til vikingetidens historie
- 1877: Ragnar Lodbrok og Lodbrokssønnerne
- 1879: Vikingetidens tidligste udgangspunkter
- 1891: Maria Stuart
- 1892: Christofer Columbus og Amerikas opdagelse
- 1893: Olav den Hellige
- 1894: Norges gamle Vaaben, Farver og Flag[2]
- 1900: Dronning Margretes valg i Norge